# كينيث كينت
كينيث كينت (بالإنجليزية: Kenneth Kent)‏ هو ممثل بريطاني (وحمل سابقاً جنسية المملكة المتحدة لبريطانيا العظمى وأيرلندا)، ولد في 20 أبريل 1892، وتوفي في 17 نوفمبر 1963.

## وصلات خارجية
- كينيث كينت على موقع IMDb (الإنجليزية)
- كينيث كينت على موقع أول موفي (الإنجليزية)
- كينيث كينت على موقع قاعدة بيانات الفيلم (الإنجليزية)
- كينيث كينت على موقع كينوبويسك (الروسية)